# Dinodon rosozonatum
Dinodon rosozonatum là một loài rắn trong họ Rắn nước. Loài này được Hu & Zhao mô tả khoa học đầu tiên năm 1972.